# Суперкубок Англії з футболу 1984
Суперкубок Англії 1984 року (англ. 1984 FA Charity Shield) пройшов 18 серпня. Переможець кубкового турніру «Евертон», завдяки автоголу, здобув перемогу над чемпіонами з «Ліверпуля».

## Претенденти
Трофеї «Евертона»:
- Чемпіонат Англії (7): 1891, 1915, 1928, 1932, 1939, 1963, 1970.
- Кубок Англії (4): 1906, 1933, 1966, 1984.
- Суперкубок Англії (4): 1928, 1932, 1963, 1970.

Чемпіон світу 1966 року в складі національної збірної: Рей Вілсон.
Найбільше матчів у Футбольній лізі провели: Тед Сейгар (463), Браян Лебоун (451), Петер Фаррелл (421), Джек Тейлор (400), Діксі Дін (399), Томмі Елінгтон (394), Мік Лайонс (389), Томмі Джонс (383), Веллі Філдінг (380), Джон Герст (349).
Кращі бомбардири команди в першому дивізіоні: Діксі Дін (310), Алекс Янг (110), Боб Летчфорд (106), Джо Ройл (102), Рой Вернон (101), Едгар Чедвік (97), Альф Мілворд (85), Джиммі Сеттл (84), Алекс Стевенсон (82), Фред Гірі (78).
Кращі бомбардири у Футбольній лізі: Діксі Дін (349), Алекс Янг (110), Боб Летчфорд (106), Джо Ройл (102), Рой Вернон (101).
Найвлучніші голеадори окремих сезонів у першому дивізіоні Евертон: Джек Саутворт (1894, 27 голів), Джиммі Сеттл (1902, 18), Алекс Янг (1907, 28), Берт Фріман (1909, 38), Боббі Паркер (1915, 35), Вілф Чедвік (1924, 28), Діксі Дін (1928, 60), Діксі Дін (1932, 44), Томмі Лоутон (1938, 38), Томмі Лоутон (1939, 35) і Боб Летчфорд (1978, 30).
Трофеї «Ліверпуля»:
- Кубок європейських чемпіонів (4): 1977, 1978, 1981, 1984
- Кубок УЄФА (2): 1973, 1976
- Суперкубок Європи (1): 1977
- Чемпіонат Англії (15): 1901, 1906, 1922, 1923, 1947, 1964, 1966, 1973, 1976, 1977, 1979, 1980, 1982, 1983, 1984
- Кубок Англії (2): 1965, 1974
- Кубок Футбольної ліги (4): 1981, 1982, 1983, 1984
- Суперкубок Англії (9): 1964, 1965, 1966, 1974, 1976, 1977, 1979, 1980, 1982

Чемпіони світу 1966 року в складі національної збірної: Джеррі Берн, Іан Каллаган і Роджер Гант.
Найбільше матчів у Футбольній лізі провели: Іан Каллаган (640), Біллі Лідделл (492), Емлін Г'юз (474), Рей Клеменс (470), Томмі Сміт (467), Ілайша Скотт (430), Кріс Лоулер (406), Роджер Гант (404), Філ Ніл (400), Дональд Мак-Кінлі (393).
Кращі бомбардири команди в першому дивізіоні: Гордон Годжсон (233), Роджер Гант (168), Гаррі Чамберс (135), Дік Форшоу (116), Джек Паркінсон (104), Кенні Далгліш (103), Сем Рейбоулд (100), Біллі Лідделл (97), Джек Балмер (94), Іан Сент-Джон (77),  (77).
Кращі бомбардири у Футбольній лізі: Роджер Гант (245), Гордон Годжсон (233), Біллі Лідделл (215), Гаррі Чамберс (135), Джек Паркінсон (123), Кенні Далгліш (103).
Найвлучніші голеадори окремих сезонів у першому дивізіоні: Сем Рейбоулд (1903, 31 гол), Джек Паркінсон (1910, 30) і Іан Раш (1984, 32).

## Деталі матчу
| 18 серпня 1984 15:00 |

| «Евертон»          | 1–0  | «Ліверпуль» |
| ------------------ | ---- | ----------- |
| Гроббелар 55' (аг) | звіт |             |

| «Вемблі», Лондон Глядачів: 100,000 Арбітр: Кіт Гакетт |

|                |    |                 |  |  |
|                |    |                 |  |  |
| GK             | 1  | Невілл Саутолл  |  |  |
| DF             | 2  | Гері Стівенс    |  |  |
| DF             | 3  | Джон Бейлі      |  |  |
| DF             | 4  | Кевін Раткліфф  |  |  |
| DF             | 5  | Дерек Маунтфілд |  |  |
| MF             | 6  | Пітер Рід       |  |  |
| MF             | 7  | Тревор Стівен   |  |  |
| FW             | 8  | Едріан Гіт      |  |  |
| FW             | 9  | Грем Шарп       |  |  |
| MF             | 10 | Пол Брейсвелл   |  |  |
| MF             | 11 | Кевін Річардсон |  |  |
| Запасні:       |    |                 |  |  |
| GK             |    | Джим Арнольд    |  |  |
| FW             |    | Енді Грей       |  |  |
| DF             |    | Алан Харпер     |  |  |
| MF             |    | Кевін Шиді      |  |  |
| FW             |    | Іан Маршалл     |  |  |
| Тренер:        |    |                 |  |  |
| Говард Кендалл |    |                 |  |  |

|           |    |                |  |     |
|           |    |                |  |     |
| GK        | 1  | Брюс Гроббелар |  |     |
| RB        | 2  | Філ Ніл        |  |     |
| LB        | 3  | Алан Кеннеді   |  |     |
| CB        | 4  | Марк Лоуренсон |  |     |
| MF        | 5  | Ронні Велан    |  |     |
| DF        | 6  | Алан Гансен    |  |     |
| FW        | 7  | Кенні Далгліш  |  |     |
| MF        | 8  | Семмі Лі       |  | 53' |
| FW        | 9  | Іан Раш        |  |     |
| MF        | 10 | Стів Нікол     |  |     |
| MF        | 11 | Джон Ворк      |  |     |
| Запасні:  |    |                |  |     |
| GK        |    | Боб Болдер     |  |     |
| FW        |    | Пол Волш       |  | 53' |
| DF        |    | Гері Гіллеспі  |  |     |
| FW        |    | Майкл Робінсон |  |     |
| FW        |    | Девід Годжсон  |  |     |
| Тренер:   |    |                |  |     |
| Джо Феган |    |                |  |     |